# Josef Samu
Josef Samu (Seghedino, 23 settembre 1924 – 17 ottobre 2008) è stato un calciatore ungherese, di ruolo centrocampista.

## Carriera
Di origini romene, dopo aver giocato in Italia nelle serie minori emigrò in Colombia per poi tornare a calcare i maggiori palcoscenici europei con Montpellier e Saragozza. Lasciato il calcio ebbe fortuna nell'industria siderurgica.